# Ermengarda Hesbajska
Ermengarda Hesbajska (o. 778. – 3. listopada 818.) (Irmengarda) bila je franačka kraljica kao prva supruga cara Ludviga I. Pobožnog. Njezin je otac bio Ingerman od Hesbayea, nećak svetog Chrodeganga. Njegova je žena Hedviga rodila Ermengardu. 
Ermengarda je Ludvigu rodila cara Lotra I., kralja Pipina I. Akvitanskog, princeze Adelajdu, Rotrudu (majka Ranulfa I. Akvitanskog) i Hildegardu te sina Ludviga Njemačkog.
Njezin je unuk bio Karlo, nadbiskup Mainza.